# Никола Дејановић
Никола Дејановић (Осијек, 21. фебруар 1969) је пензионисани бригадни генерал Војске Србије и бивши командант Гарде Војске Србије.

## Биографија
Рођен је 21. фебруара 1969. године у Осјеку, по националности Србин. Активна војна служба престала му је 2024. године.

## Образовање
- Војна академија КоВ - смер специјалне јединице 1992. године
- Командо-штабно усавршавање, 2006. године
- Генералштабно усавршавање, 2010. године
- Високе студије безбедности и одбране, 2020. године

## Досадашње дужности
- Командант Гарде Војске Србије
- Заменик команданта, Команда за обуку
- Начелник штаба, Команда за обуку
- Командант Команде за развој Банатске бригаде, Команда за обуку
- Заменик начелника Центра за мировне операције
- Командант националног контигента у мировној мисији УН у Централноафричкој републици
- Начелник штаба, Четврта бригада копнене војске
- Помоћник команданта за операције, Специјална бригада
- Начелник одсека за обавештајно-извиђачке послове, Специјална бригада
- Начелник оперативно-наставног одсека, Специјална бригада
- Командант извиђачко-диверзантског батаљона, 72. специјална бригада
- Заменик команданта извиђачко-диверзантског батаљона, 72. специјална бригада
- Командир извиђачко-диверзантске чете, извиђачко-диверзантски батаљон, 72. специјална бригада
- Командир вода, диверзантска чета, извиђачко-диверзантски батаљон, 72.специјална бригада

## Напредовање
- потпоручник, 1992. године
- поручник, 1993. године
- капетан, 1996. године
- капетан прве класе, 1999. године
- мајор 2003. године
- потпуковник 2007. године
- пуковник 2011. године
- бригадни генерал 2020. године